# Костяника. Время лета
«Костяника. Время лета» — российский кинофильм 2006 года. Снят по повести «Костя + Ника =» известной детской писательницы Тамары Крюковой, пишущей фантастику для подростков.

## Сюжет
Действие фильма происходит в середине 1990-х годов.
В подмосковном посёлке каждое лето кипит весёлая дачная жизнь — на каникулы приезжают старшеклассники, готовые гулять с ночи до утра. Однажды в шумной беззаботной компании подростков неожиданно рождается настоящая любовь — между 15-летней Никой, дочерью известного художника, и 16-летним Костей. Костя в исполнении студента Высшего театрального училища им. М. С. Щепкина Ивана Вакуленко — это современный 16-летний Дон Кихот в рваных джинсах и вытянутой майке, но с замечательной чистой душой, способный ринуться на помощь и влюбиться в девочку-инвалида Нику (Ольга Старченкова). Несмотря на то, что Ника живёт в шикарном коттедже, назвать счастливой её трудно. Отец (Владимир Симонов), больше занятый своей личной жизнью, собственной дочери времени уделяет мало. Мама умерла, когда девочке было шесть лет, и воспитание Ники было поручено строгой гувернантке Полине (Любовь Германова). Отношения между ними не заладились. Они мучают друг друга выяснениями, кто в доме хозяин. Взрослая женщина, которая ухаживает за больным ребёнком, или девочка, которая формально является хозяйкой дома, а Полина — её прислугой. Эта холодная война длится уже 9 лет. Появление Кости провоцирует взрыв, и холодная война превращается в настоящую. Ника созрела для любви, физически, духовно, но при этом понимает, что у неё этого не будет никогда. И Полина ежечасно старается ей об этом напомнить. От этого Ника становится нервозной, раздражительной, агрессивной. Встреча с Костей кардинально меняет её жизнь — теперь Ника не чувствует себя такой одинокой. Он открывает для неё мир заново: заставляет заниматься спортом, дарит очаровательного щенка, увозит на садовой тачке в лес и кормит с ладони черникой… Но этой любви предстоит пережить много препятствий: юношеский максимализм, конфликт поколений и конфликт внутри поколения, мелкие ссоры, кажущиеся в этом возрасте глобальной катастрофой, ревность и первую разлуку.
В фильме использована музыка современных исполнителей — песни Найка Борзова («Сновидения»), группы «Комитет» («В твоих глазах») и группы «Бигуди» («Горизонт»).

## В ролях
| Актёр             | Роль                        |
| ----------------- | --------------------------- |
| Иван Вакуленко    | Костя                       |
| Ольга Старченкова | Ника                        |
| Любовь Германова  | Полина гувернантка          |
| Владимир Симонов  | Родион Викторович отец Ники |
| Анна Чурина       | Анастасия                   |
| Анна Гуляренко    | Зоя Петровна мать Кости     |
| Анна Здор         | Верка                       |

## Съёмочная группа
- Режиссёр: Дмитрий Фёдоров
- Автор сценария: Лев Дельцов
- Оператор: Иван Гудков
- Композитор: Андрей Дойников
- Художник: Олег Краморенко
- Продюсеры: Виталий Сидоренко, Тимур Абдуллаев

## Награды
- 2006 г. — Гран-при на XIV Международном детском кинофестивале «Артек»[2].
- 2006 г. — Приз за лучшие костюмы фильму на XIV Международном детском кинофестивале «Артек».
- 2006 г. — Гран-при на X Всероссийском фестивале «Орленок».
- 2006 г. — Гран-при на I Московском открытом фестивале молодёжного кино «Отражение»[3].
- 2006 г. — Гран-при на VI Международном детском фестивале искусств «Кинотаврик» в Сочи[4].
- 2006 г. — Приз зрительских симпатий за лучший российский фильм на международном кинофестивале «Меридианы Тихого» во Владивостоке[5].
- 2007 г. — Приз за вклад в дело возрождения духовно-нравственных основ семьи, традиционных российских устоев на II Международном Сретенском православном кинофестивале «Встреча» в Обнинске.